# Dysschema madana
Dysschema madana är en fjärilsart som beskrevs av Druce 1910. Dysschema madana ingår i släktet Dysschema och familjen björnspinnare. Inga underarter finns listade i Catalogue of Life.